# نموذج اللاعتبة الخطي
نموذج اللاعتبة الخطي هو نموذج جرعة-استجابة يُستخدم في الوقاية من الإشعاع لتقدير الآثار الصحية العشوائية مثل السرطان الناجم عن الإشعاع والطفرات الجينية والتأثيرات المسخية على جسم الإنسان التي يسببها التعرض للإشعاع المؤين. يستقرئ النموذج إحصائيًا آثار الإشعاع من جرعات عالية جدًا (يمكن ملاحظة آثارها) وصولًا إلى جرعات منخفضة جدًا، لا يمكن ملاحظة أي آثار بيولوجية لها. يكمن نموذج اللاعتبة الخطي في أساس فرضية مفادها أن أي تعرض للإشعاع المؤين ضار، بغض النظر عن مدى انخفاض الجرعة، وأن التأثير تراكمي على مدى العمر.
يُستخدم نموذج اللاعتبة الخطي بشكل شائع من قبل الهيئات التنظيمية بوصفه أساسًا لصياغة سياسات الصحة العامة التي تضع حدودًا تنظيمية للجرعة للحماية من آثار الإشعاع. استُخدم النموذج أيضًا في تقييم مخاطر السرطان الناجمة عن المواد الكيميائية المُطفرّة. مع ذلك، فإن صحة نموذج اللاعتبة الخطي محط نزاع، وتوجد ثلاثة نماذج مهمة أخرى: نموذج العتبة، الذي يفترض أن حالات التعرض الصغيرة جدًا غير ضارة، ونموذج الإنهاض الإشعاعي، الذي يقول إن الإشعاع بجرعات صغيرة جدًا يمكن أن يكون مفيدًا، والنموذج فوق الخطي القائم على بيانات المشاهَدة. كلما قُدر خطر الإصابة بالسرطان من بيانات حقيقية بجرعات منخفضة، وليس من خلال استقراء المشاهدات بجرعات عالية، يجري التحقق من النموذج فوق الخطي. احتج البعض أن نموذج اللاعتبة الخطي ربما خلق خوفًا غير منطقي من الإشعاع.
تتخذ المنظمات المختلفة مناهج مختلفة فيما يخص نموذج اللاعتبة الخطي. فمثلًا، تؤيد اللجنة التنظيمية النووية الأمريكية ووكالة حماية البيئة الأمريكية هذا النموذج، في حين تستنكره عدد من الهيئات الأخرى. واحدة من المنظمات المعنية بوضع توصيات بشأن المبادئ التوجيهية للحماية من الإشعاع على الصعيد الدولي، وهي لجنة الأمم المتحدة العلمية المعنية بآثار الإشعاع الذري، التي كانت تدعم في السابق نموذج اللاعتبة الخطي، لم تعد تدعم النموذج للجرعات الإشعاعية المنخفضة جدًا.

## مقدمة
الآثار الصحية العشوائية هي تلك التي تحدث عن طريق الصدفة، والتي يتناسب احتمال حدوثها مع الجرعة، ولكن تكون شدتها مستقلة عن الجرعة. يفترض نموذج اللاعتبة الخطي عدم وجود عتبة دنيا تبدأ عندها التأثيرات العشوائية، ويفترض وجود علاقة خطية بين الجرعة والمخاطر الصحية العشوائية. بعبارة أخرى، يفترض نموذج اللاعتبة الخطي أن للإشعاع القدرة على إحداث الضرر عند أي مستوى للجرعة مهما كان صغيرًا، وأن مجموع حالات التعرض الصغيرة جدًا يسبب تأثيرًا صحيًا عشوائيًا مثله مثل التعرض الأكبر لجرعة واحدة مساوية في القيمة. في المقابل، فإن الآثار الصحية الحتمية هي آثار ناجمة عن الإشعاع مثل متلازمة الإشعاع الحادة، والتي يُسببها تلف الأنسجة. تحدث الآثار الحتمية بشكل أكيد فوق جرعة العتبة وتزداد شدتها مع الجرعة. بسبب الاختلافات المتأصلة، فإن نموذج اللاعتبة الخطي ليس نموذجًا للتأثيرات الحتمية، والتي تتميز بأنواع أخرى من العلاقات بين الجرعة والاستجابة.
نموذج اللاعتبة الخطي نموذجٌ شائع لحساب احتمال الإصابة بالسرطان الناجم عن الإشعاع سواء عند الجرعات العالية التي تدعم عندها دراسات الوبائيات تطبيقه، وبشكل مثير للجدل، عند الجرعات المنخفضة أيضًا، وهي منطقة من الجرعات ذات دلالة إحصائية تنبؤية أقل. لكن الهيئات التنظيمية، مثل اللجنة التنظيمية النووية، تستخدم عادة نموذج اللاعتبة الخطي ليشكل أساسًا لحدود الجرعة التنظيمية للحماية من الآثار الصحية العشوائية، كما هو الوضع في الكثير من سياسات الصحة العامة. إن قدرة نموذج اللاعتبة الخطي على وصف واقع التعرض للجرعات الصغيرة موضع جدل، وقُدمت تحديات لنموذج اللاعتبة الخطي الذي تستخدمه اللجنة التنظيمية النووية لوضع لوائح الحماية من الإشعاع. رفضت اللجنة التنظيمية النووية الالتماسات المقدمة في 2021 لأنها «فشلت في تقديم أساس كاف يدعم طلب التوقف عن استخدام نموذج اللاعتبة الخطي».
يعارض نموذج اللاعتبة الخطي مدرستين فكريتين متنافستين: نموذج العتبة، الذي يفترض أن حالات التعرض الصغيرة جدًا غير ضارة، ونموذج الإنهاض الإشعاعي، الذي يدعي أن الإشعاع بجرعات صغيرة جدًا يمكن أن يكون مفيدًا. رفض تحليل تلوي مُراجع من الأقران في 2016 نموذج اللاعتبة الخطي على أساس عدم وجود أدلة تجريبية تدعمه، وأنه يتجاهل الآثار البيولوجية وخاصة آليات التصحيح الذاتي في الحمض النووي التي تكون فعالة حتى مستوى معين من العوامل المُطفرّة. نظرًا لكون البيانات الحالية غير حاسمة، يختلف العلماء حول النموذج الذي ينبغي استخدامه. يُطبق نموذج اللاعتبة الخطي انطلاقًا من المبدأ الوقائي ريثما تظهر إجابة حاسمة على هذه الأسئلة. يستخدم هذا النموذج أحيانًا لتحديد الأثر السرطاني للجرعات الجماعية من الملوثات الإشعاعية منخفضة المستوى، وهو ما يؤدي إلى تخمينات مبالغ بها لعدد الوفيات عند مستويات إشعاع ربما لا تسبب أي وفيات أو أنها تنقذ الأرواح وفق النموذجين الآخرين. انتقدت الهيئة الدولية للوقاية من الإشعاع هذه الممارسة منذ 2007.
يُطبَق نموذج اللاعتبة الخطي في بعض الأحيان على العوامل الأخرى المسببة للسرطان مثل ثنائي الفينيل متعدد الكلور في مياه الشرب.

## الأصول
لوحظ ارتباط التعرض للإشعاع بالسرطان منذ 1902، وذلك بعد ست سنوات من اكتشاف الأشعة السينية من قبل فيلهلم رونتغن والنشاط الإشعاعي من قبل هنري بيكريل. أظهر هرمان مولر في 1927 أن الإشعاع قد يسبب طفرة جينية. واقترح أن تكون الطفرة سببًا للسرطان. اقترح جيلبرت نيوتن لويس وأليكس أولسون، استنادًا على اكتشاف مولر لتأثير الإشعاع على الطفرة، آلية للتطور البيولوجي في 1928، تقترح أن الطفرة الجينومية كانت ناتجة عن الإشعاع الكوني والأرضي وقدموا لأول مرة فكرة أن هذه الطفرة قد تحدث بشكل متناسب مع جرعة الإشعاع. أظهرت مختبرات مختلفة بعدها، من بينها مختبر مولر، استجابة الجرعة الخطية الواضحة لتردد حدوث الطفرة. أكد مولر، الذي حصل على جائزة نوبل لعمله في التأثير المُطَفّر للإشعاع في 1946، في محاضرته عن جائزة نوبل، إنتاج الطفرة، أن تردد حدوث الطفرة «يتناسب بشكل مباشر وبسيط مع جرعة الإشعاع المطبقة» وأنه «لا توجد جرعة عتبة».
كانت الدراسات المبكرة مستندة على مستويات أعلى من الإشعاع جعلت من الصعب إثبات سلامة المستوى المنخفض منه. في الواقع، اعتقد الكثير من العلماء الأوائل أنه قد يكون هناك مستوى تحمل، وأن الجرعات المنخفضة من الإشعاع قد لا تكون ضارة. أشارت دراسة لاحقة أجريت في 1955 على الفئران المعرضة لجرعة منخفضة من الإشعاع إلى أنها قد تعيش أكثر من الحيوانات في مجموعة المراقبة. اشتد الاهتمام بآثار الإشعاع بعد إلقاء القنبلتين الذريتين على هيروشيما وناغازاكي، وأجريت دراسات على الناجين. على الرغم من صعوبة الحصول على أدلة دامغة على تأثير الجرعة المنخفضة من الإشعاع، فإن فكرة نموذج اللاعتبة الخطي أصبحت أكثر شعبية بحلول أواخر أربعينيات القرن العشرين بسبب بساطتها الرياضية. قدم المجلس القومي للحماية من الإشعاع والقياسات في 1954 مفهوم الجرعة القصوى المسموح بها. وقيّمت لجنة الأمم المتحدة العلمية المعنية بآثار الإشعاع الذري في 1958 نموذج اللاعتبة الخطي وإحدى نماذج العتبة، لكنها لاحظت صعوبة الحصول على «معلومات موثوقة عن العلاقة بين الجرعات الصغيرة وآثارها إما في الأفراد أو في مجموعات كبيرة من السكان». وبالمثل، لم تتمكن اللجنة المشتركة المعنية بالطاقة الذرية التابعة لكونغرس الولايات المتحدة من تحديد ما إذا كانت هناك عتبة أو مستوى «آمن» للتعرض؛ على الرغم من ذلك، فقد قدمت مفهوم «أدنى حد يمكن الوصول إليه ضمن المعقول». سيصبح الحد الأدنى الذي يمكن الوصول إليه ضمن المعقول مبدًا أساسيًا في سياسة الحماية من الإشعاع التي تقبل ضمنيًا صحة نموذج اللاعتبة الخطي. أيد المجلس الفيدرالي للإشعاع في الولايات المتحدة في 1959 مفهوم استقراء نموذج اللاعتبة الخطي وصولًا إلى منطقة الجرعة المنخفضة في تقريره الأول.